# جوانا هاك
جوانا هاك هي دراجة نمساوية، ولدت في 22 مارس 1957.

## وصلات خارجية
- جوانا هاك على موقع أرشيف الدراجات (الإنجليزية)
- جوانا هاك على موقع إحصائيات الدراجات الإحترافية (الإنجليزية)
- جوانا هاك على موقع اللجنة الأولمبية الدولية (الإنجليزية)
- جوانا هاك على موقع أوليمبيديا (الإنجليزية)